# Helena Trubáčková-Zenklová

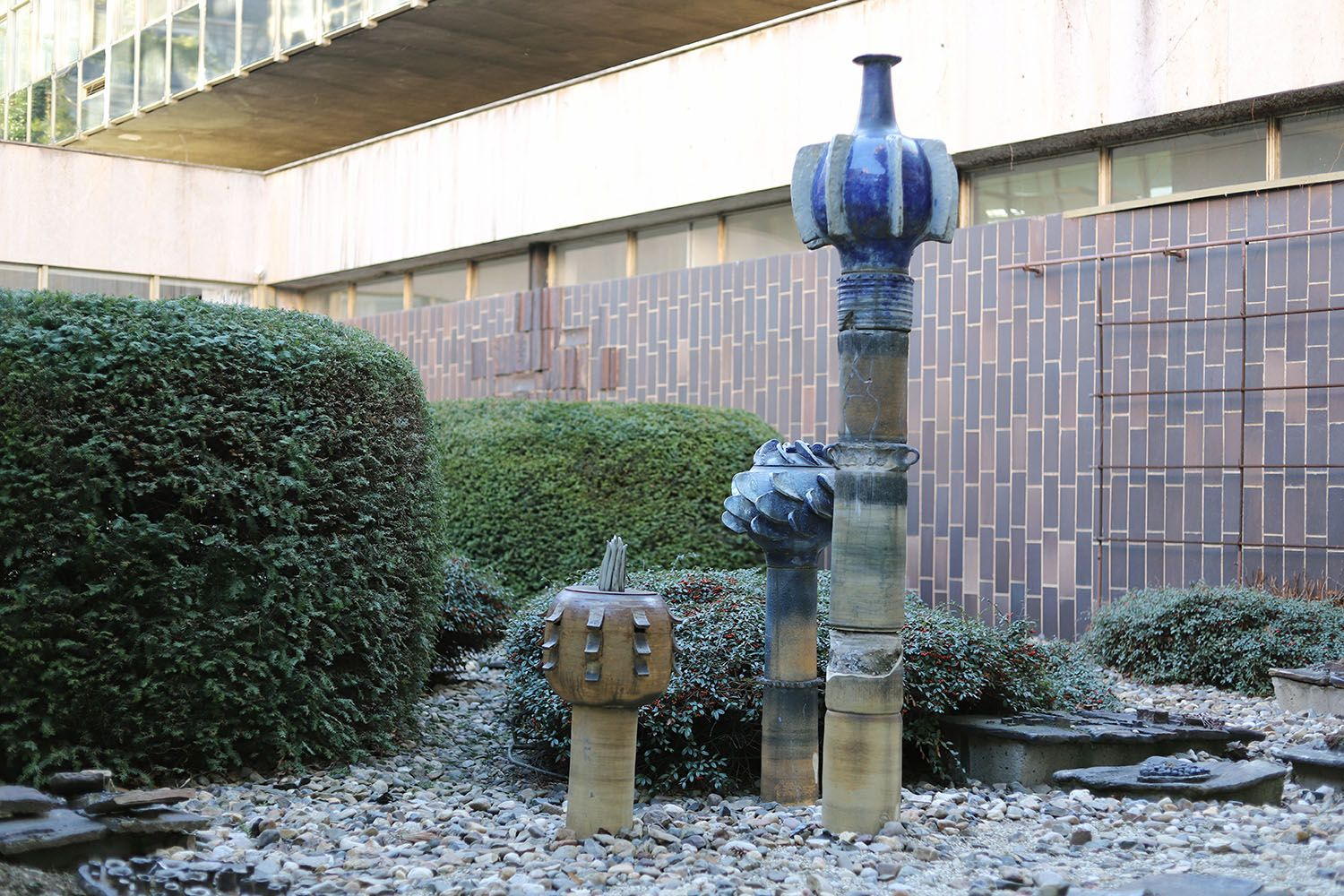
Sochy Heleny Trubáčkové v Centru architektury a městského plánování v Praze.

Helena Trubáčková, rozená Zenklová, (3. prosince 1922 Tábor – 20. listopadu 2022 Praha) byla česká sochařka, restaurátorka a keramička.

## Život
Narodila se 3. prosince 1922 v Táboře, kde vystudovala tamní reálné gymnázium, dnes nesoucí název Gymnázium Pierra de Coubertina. Během druhé světové války pak studovala Státní odbornou školu keramickou v Bechyni. V roce 1942 nastoupila na Vysokou školu uměleckoprůmyslovou v Praze, kde studovala v ateliérech Josefa Wagnera a Jana Laudy.
Jejím strýcem byl československý politik Petr Zenkl.

## Tvorba
Zaměřovala se na volné sochařství a tvorbu keramických plastik, figurativních objektů pro interiéry a monumentální práce pro architekturu (reliéfy, zahradní práce, keramické obklady, dlažby apod.) Pro průmyslovou výrobu keramiky navrhovala modely figurální a dekorativní keramiky, příležitostně se uplatnila jako restaurátorka keramiky (např. štuková váza, voliéra ve Valdštejnské zahradě v Praze), sochařských prací, štukových prací a kachlových kamen (1969–1985, pro zámky v Náchodě, Častolovicích, Opočně aj.). Na nádvoří základní školy v Pařížské ulici na Kladně stojí její sousoší Slepička a kohoutek.
V pracích vyjadřovala tematiku lidství, přátelství, obavy z ekologických katastrof a destrukce přírody. Je zastoupena ve sbírkách Muzea keramického umění ve Faenze, Muzea keramiky v Bechyni a dalších místech.